# Ghiacciaio Serpentine
Il ghiacciaio Serpentine (in inglese Serpentine Glacier) è un ghiacciaio situato nell'Alaska (Stati Uniti) sud-centrale nel Census Area di Valdez-Cordova.

## Dati fisici
Il ghiacciaio, che ha un orientamento nord-sud, si trova all'estremità nord-occidentale della Foresta Nazionale di Chugach (Chugach National Forest). È lungo mediamente 10 km e largo oltre 1 km e nasce nel gruppo montuoso Chugach (estremità nord-occidentale). In particolare scorre dal monte Gilbert (Mount Gilbert) e si forma ad una altitudine di circa 2 000 m s.l.m. e termina nel fiordo di Harriman (Harriman Fiord). Prima di raggiungere il mare le acque di scolo del ghiacciaio formano un piccolo lago. Il fiordo è collegato al braccio di mare Port Wells che fa parte dello Stretto di Prince William (Prince William Sound).
Attorno al 1990 il ghiacciaio aveva una lunghezza di 10 km, una superficie di 30 km². La sua area di accumulo era di 21 km² e il bacino di ablazione di 9 km².
Altri ghiacciai vicini al Serpentine sono:
| Nome del ghiacciaio | Quota alle coordinate indicate (m s.l.m.) | Coordinate             | Distanza e direzione dal ghiacciaio |
| ------------------- | ----------------------------------------- | ---------------------- | ----------------------------------- |
| Penniman Glaciers   | 1 208                                     | 61°05′42″N 148°20′24″W | 5 km verso sud-ovest                |
| Cascade Glacier     | 1 348                                     | 61°09′39″N 148°11′29″W | 5 km verso nord-est                 |
| Barry Glacier       | 1 115                                     | 61°13′06″N 148°00′40″W | 6 km verso est                      |
| Baker Glacier       | 1 141                                     | 61°04′53″N 148°21′52″W | 7 km verso sud-ovest                |
| Detached Glacier    | 1 142                                     | 61°04′22″N 148°23′46″W | 9 km verso sud-ovest                |

Il ghiacciaio è circondato dai seguenti monti (tutti appartenenti al gruppo montuoso del Chugach):
| Nome del monte   | Altezza (m s.l.m.) | Coordinate             | Distanza e direzione dal ghiacciaio |
| ---------------- | ------------------ | ---------------------- | ----------------------------------- |
| Mount Gilbert    | 2 682              | 61°10′21″N 148°16′06″W | 5 km verso nord                     |
| Mount Muir       | 2 091              | 61°06′29″N 148°22′42″W | 6 km verso ovest                    |
| Globemaster Peak | 2 724              | 61°12′53″N 148°12′09″W | 10 km verso nord                    |
| Mount Coville    | 1 310              | 61°07′11″N 148°04′27″W | 10 km verso est                     |
| Mount Curtis     | 1 152              | 61°04′34″N 148°05′40″W | 11 km sud-est                       |
| Mount Gannett    | 2 919              | 61°14′32″N 148°11′36″W | 12 km verso nord                    |

## Storia
Le prime osservazioni fotografiche del ghiacciaio risalgono al 1899 durante la "Harriman Alaska Expedition", mentre la prima descrizione da parte del geologo Gilbert è del 1904: "È un vasto corso di ghiaccio, di bassa qualità, alimentato da quattro o cinque affluenti che scendono ripidamente dagli anfiteatri delle montagne circostanti. Sebbene raggiunga il mare, produce pochi iceberg, e sta costruendo una barriera morenica lungo gran parte del suo fronte ... ". Nel 2000, dopo 100 anni, ormai la fronte non toccava più il mare. Sulla base di prove dendrocronologiche (ricavate dai detriti delle morene) i geologi hanno rilevato che all'inizio del 1800 il ghiacciaio era molto più espanso invadendo parte del fiordo di Harriman. Negli anni attorno al 1930 si riscontrò un certo progresso, ma da allora il ghiacciaio si è continuamente ritirato (a parte un breve progresso negli anni 1950) fino alla posizione attuale. In tutto il ghiacciaio tra 1910 e il 2000 si è ritirato di 2,1 km.
Il nome è descrittivo e venne dato dai membri della "Harriman Alaska Expedition".

## Accessi e turismo
Il ghiacciaio è visibile dal fiordo di Harriman (Harriman Fiord) che è raggiungibile solamente via mare da Whittier (65 km circa) a da Valdez (180 km circa). Durante la stagione turistica sono programmate diverse escursioni via mare da Whittier per visitare il ghiacciaio e quelli vicini.

## Alcune immagini

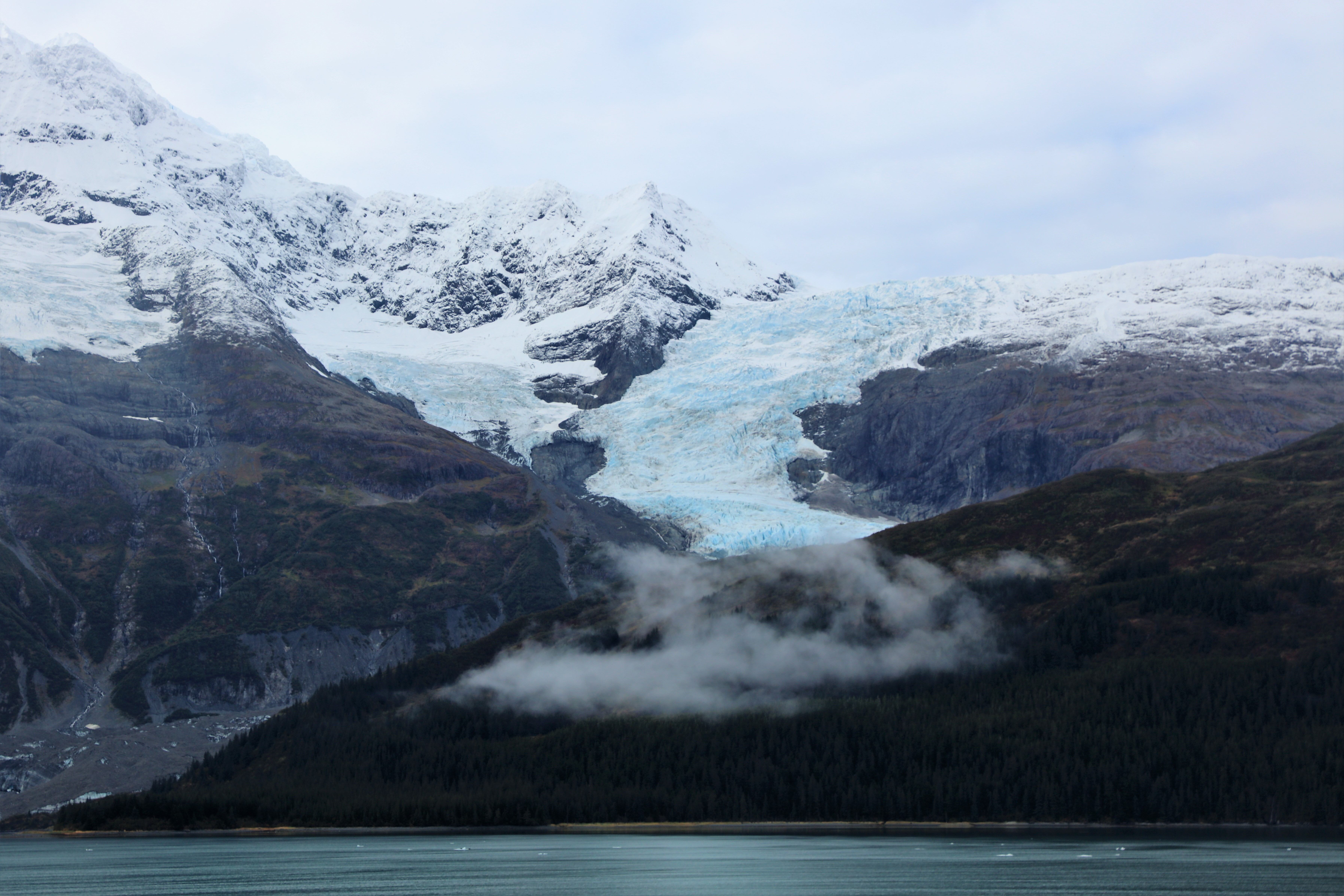
Il ghiacciaio visto dal fiordo Harriman